# 家の芸
家の芸（いえの げい）とは、能・狂言・浄瑠璃・歌舞伎・歌舞伎舞踊・上方舞などの伝統芸能において、宗家や家元とみなされる家に代々相伝する、その家が特に得意としている芸や演目。
古来「お家芸｣（おいえげい）と呼ばれていたものの現代的な表現である。